# Século XIII a.C.
Século XIV a.C. - Século XIII a.C. - Século XII a.C.
O século XIII a.C. começa em 1300 a.C e termina em 1201 a.C.

## Eventos
- Ocorre o Colapso da Idade do Bronze, a Idade do Bronze chega ao seu fim.

### América
- Início da Civilização Olmeca, no México. Foi a primeira grande civilização da América.

### Extremo Oriente
c. 1300 a.C. – 1046 a.C.: Na China, a Dinastia Shang floresce ao estabelecer sua capital, Yin Xu
, perto de Anyang.  Os colonos chineses se aglomeram em grupos compactos para criar novas áreas de clareira em direção à bacia do Yangtzé no sul, os terraços de Xanxim no noroeste e o vale do rio Wei. Os chineses, então, parecem frequentemente travar guerra com as populações ainda não-sinicizadas que habitam o vale do rio Huai. Túmulos em forma de covas cruciformes foram descobertos em Anyang contendo carruagens com suas cangas, numerosos vasos de bronze e os restos de sacrifícios humanos, bem como as primeiras inscrições chinesas em ossos de oráculos (Jiaguwen) ou vasos de bronze.  Os exércitos da China são organizados em infantaria e arqueiros em companhias de cem homens, apoiando seções de cinco bigas.

### Subcontinente Indiano
c. 1300 a.C.: Os arianos dominam o noroeste da Índia até o rio Sarasvati.  Os Vedas mencionam os Dasas (escravos) como seus inimigos. Dasas é interpretado como sendo uma tribo iraniana do norte, Dahae. Os arianos na época estavam organizados em monarquias tribais chefiadas por um rajá (rei), que compartilha o poder com dois conselhos ou assembleias que se diferenciarão ao longo do tempo, o sabhā (tribunal de justiça) e o samiti (conselho de guerra).  Apenas um rajá é nomeado no Rigveda: Sudas dos Bharatas, uma tribo estabelecida no curso superior de Sarasvati. Ele é descrito como o vencedor da coalizão de dez reis, o mais poderoso dos quais foi Pûru. Posteriormente, os Kurus assumem o controle dos Bharatas. 

### Oceania
c. 1260 a.C: A cerâmica lapita descoberta em Bourewa, a sudoeste de Viti Levu (Fiji), data deste período.

### Oriente Médio
- c. 1306 a.C. – 1186 a.C: A XIX dinastia egípcia. Mênfis, depois Pi-Ramessés, são as capitais do Reino Novo do Egito. É um período de relativa prosperidade. Durante o reinado de Ramessés II, tem se a construção do Grande Salão Hipostilo dos templos de Carnaque, o Templo de Luxor e os templos de Abu-Simbel foram concluídos.
- 1307 a.C. – 1275 a.C.: A primeira menção assíria dos Ahlamu, povo proto-aramaico, durante o reinado de Adadenirari I, na região do norte do Eufrates. Os arameus, um povo semita relatado desde o século XIV a.C. pelos arquivos de Amarna e depois Ugarit, estabeleceram-se no norte da Mesopotâmia, depois em Aram (hoje Síria) e na Fenícia (hoje Líbano), onde formaram reinos no século XI a.C. [7] A tradição bíblica dos filhos de Jacó, aparentemente originários do Aram Naharayim ou "Aram dos dois rios", na curva do Eufrates, ao redor das cidades de Harã e Nahur, parece confirmar que esta região foi povoada por pastores proto-aramaicos por volta do século XIII a.C. [8]
- As tribos semíticas (incluindo Israel) avançam para o oeste (Canaã). De acordo com a Bíblia, Jacó comprou sua primogenitura de seu irmão Esaú e então conduziu os israelitas ao Egito a pedido de seu filho José. Seus doze filhos formam as doze tribos de Israel: Rúben, Simeão, Levi, Judá, Issacar, Zebulom, José (Efraim e Manassés), Benjamim, Dã, Naftali, Gade e Aser. O grupo de descendentes de Jacó de origem aramaica pode ter deixado a região de Harã na Alta Mesopotâmia por volta de 1275 a.C. durante a invasão assíria de Hanigalbat, então provavelmente entrou na Palestina cruzando o rio Jordão entre o vale do rio Jaboque e o de Wadi Far'ah. Eles se estabeleceram na região norte e nordeste de Siquém (atual Nablus). Eles não se misturam com os locais. O grupo de descendentes de José/Israel, originário do Monte Efraim, ficará por um tempo no Egito na terra de Gósen, na orla oriental do Delta do Nilo. Eles teriam trabalhado na construção das cidades-armazéns egípcias de Pitom e Pi-Ramessés. [9] No final do século, no contexto do Colapso da Idade do Bronze, um primeiro grupo de semitas, possivelmente liderados por uma figura como Moisés, teria deixado o Egito e se fundido com um segundo grupo que veio mais recentemente da Alta Mesopotâmia, que também tomou o javismo como religião revelada. Eles teriam se estabelecido na atual Cisjordânia, uma região esparsamente povoada na época, de onde se irradiarão e se aliarão a outros povos semitas da Galiléia e da Transjordânia. [10]
- De acordo com a Bíblia, início da conquista de Canaã por Josué
- Invasão da Anatólia Oriental pelos chamados povos do mar.
- Independência dos fenícios com a decadência do Egito e do Império Hitita.

### Europa
- Fim da civilização micênica, desorganizada por invasões estrangeiras. O fato também causa o deslocamento de um grande contingente populacional, a Primeira Diáspora Grega.
- c. 1300–1200 a.C.: O Portão do Leão e o Tesouro de Atreu foram construídos em Micenas. É uma época de paz e prosperidade no Egeu. Os gregos importam produtos para o Levante. Um naufrágio encontrado na costa sul da Anatólia continha lingotes de cobre, estanho, marfim, vasos sírios, cipriotas e micênicos, e pedaços de elefante e de hipopótamo. A Acrópole de Atenas desenvolve-se: no final do século, é construída uma parede ciclópica de quatro a seis metros de espessura, conhecida como “parede pelasgica” (Pelargikon), bem como um poço para abastecimento de água à cidadela. Os tabletes com a escrita Linear B são criados no Pylos.
- c. 1300 a.C. – 1200 a.C.: Aproximadamente 4.000 homens lutam em uma batalha em uma ponte sobre o vale Tollense no norte da Alemanha, a maior batalha proto-histórica conhecida ao norte dos Alpes.
- c. 1300 a.C – 500 a.C.: A cultura lusaciana na Polônia, partes da Chéquia e Eslováquia, Alemanha e norte da Ucrânia.
- c. 1250 a.C. – 850 a.C.: A cultura dos Campos de Urnas, caracterizada por vastos cemitérios que abrigam urnas com as cinzas dos mortos e oferendas, marca o final da Idade do Bronze na Europa Ocidental.
- c. 1250 a.C - 1000 a.C.: A cultura de Pantalica se desenvolve no interior da Sicília.
- 1225 a.C – 1190 a.C.: Civilização Heládica tardia na Grécia continental. Os perímetros dos sistemas de defesa dos palácios micênicos (Micenas, Tirinto, Midea) são amplamente estendidos, um sinal de que a insegurança está aumentando. O final do período foi marcado pela destruição generalizada na maioria dos locais: Micenas, Tirinto, Midéa, Tebas, Orquomenus, Dimini e Pylos, cujos palácios não fortificados não foram reconstruídos

## Personagens importantes
- Seti I, faraó do Egito
- Ramessés II, faraó do Egito
- Moisés, uma figura importante no judaísmo, cristianismo, islamismo e fé baha'i, onde é reverenciado como profeta, legislador e líder espiritual. (sem evidências arqueológicas)
- Josué, líder tribal israelita (sem evidências arqueológicas).
- Merneptah, faraó do Egito.